# Федорково (Сидоровское сельское поселение)
Федорково — деревня в Красносельском районе Костромской области. Входит в состав Сидоровского сельского поселения.

## География
Находится в юго-западной части Костромской области на расстоянии приблизительно 9 км на юг по прямой от районного центра поселка Красное-на-Волге в правобережной части района на левобережье речки Шача и прилегает с востока к городу Волгореченск.

## История
Известна с 1872 года, когда здесь было учтено 20 дворов, в 1907 году отмечено было 25 дворов.

## Население
Постоянное население составляло 122 человека (1872 год), 104 (1897), 152 (1907), 39 в 2002 году (русские 97 %), 25 в 2022.